# اللاسلطوية في ألمانيا
أصبح الفيلسوف الفرداني الألماني ماكس شترينر ذا تأثير مبكر مهم في الأناركية. أصبح يوهان موست بعد ذلك داعيةً أناركيًا مهمًا في كل من ألمانيا والولايات المتحدة. ظهر الأناركيون الفردانيون المتأثرون بشترينر مثل جون هنري ماكاي، وأدولف براند وأنسيلم رويست (إرنست سامويل) ومينونا (سالومو فريدليندر) في نهايات القرن التاسع عشر وبداية القرن العشرين.
كان لدى الأناركيين مثل غوستاف لانداور، وسيفيليو غيسيل وإيريش موزام مناصب وظيفية قيادية مهمة في هياكل الشيوعية المجالسية الثورية، خلال الانتفاضة في نهايات العقد الأول من القرن العشرين، المعروفة بجمهورية بافاريا السوفييتية. اغتيل إيريك موسام خلال نهضة النظام النازي في معسكر اعتقال بسبب مواقفه الأناركية، ولأنه من خلفية يهودية. أصبح الناشط النقابي اللاسلطوي والكاتب رودولف روكر شخصية لها أثرها في إنشاء الفيدرالية الدولية للمنظمات النقابية الأناركية التي تسمى مؤسسات العمال الدولية إضافة إلى اتحاد العمال الأحرار في ألمانيا.
تشمل المنظمات الأناركية الألمانية المعاصرة اتحاد العمال الأحرار النقابي الأناركي وفيدرالية الألمانيين المتحدثين بالألمانية (بالألمانية: Föderation Deutschsprachiger AnarchistInnen).

## شترينر والروّاد الآخرون
غالبًا ما يتتبع المؤرخون الأناركيون جذور الأناركية الألمانية إلى حرب الفلاحين الألمانية في القرن السادس عشر. من ناحية أخرى، يرى كل من جيمس جول وجورج وودكوك أن هذا الربط مبالغٌ فيه. ادعى الأناركيون لاحقًا أن التفكير اللييبرالي لفريدريك شيلر ويوهان فولفانغ فون غوته، وغوتهولد إفرايم ليسينغ، وهاينرش هاينه كان يعتبر بوادر الأناركية.
لم يكن هناك حركة أناركية بارزة في ألمانيا يمكن الحديث عنها في النصف الأول من القرن التاسع عشر، لكن العديد من المفكرين تأثروا بالأناركية ولا سيما بيير جوزيف برودون. وفقًا لغوستاف لانداور فإن تفكير لودفيغ بورنه التهكمي السياسي، رغم أنه ليس أناركيًا، فقد كان موازيًا نوعًا ما للأناركية. ادعى بورنه في إحدى المرات أن «الحرية تنتج فقط من الفوضى-هذا ما نؤمن به، هذا ما علمنا إياه التاريخ». كان المؤلف ريتشارد فاغنر يميل إلى ميخائيل باكونين، على الرغم من أنه كان محسوبًا على الفاشية. في مقالة عن ثورة مارس، طبعتها لاحقًا الصحافة الأناركية، قال فاغنر أن الثورة «ستلغي هيمنة واحد على الكل، وسلطة الله غير المحدودة على القانون وعلى الممتلكات». كانت هذه المقالة هي السبب الذي جعل ماكس نيتلو يشبّه فاغنر بأنه أناركي خلال هذه الفترة. كان يميل العديد من الاشتراكيين الألمان في هذه الفترة إلى الأناركية. كتب الشاب الصغير فيلم فيتلينغ، الذي تأثر بكل من برودون ولويس أوغست بلانكي أن «المجتمع المثالي ليس فيه حكومة، لكن لديه إدارة، وليس لديه قوانين إنما لديه التزامات، وليس لديه عقوبات بل أساليب للتصحيح». كان موزس هس أناركيًا أيضًا حتى عام 1844، وكان ينشر نظريات برودون في ألمانيا، لكنه ألف الكتيب المناهض للأناركية الذي يحمل عنوان الفلسفة الأخيرة (بالألمانية: Die letzte Philosophie). كان كارل غرون، المعروف بدوره في النزاعات بين ماركس وبرودون، يعتقد أن نيتلو يميل للأناركية الشيوعية عندما كان يعيش في كولن، ثم انتقل إلى باريس حيث أصبح تلميذًا لبرودون. حرر فيلهم مار، المولود في هامبرغ لكن نشاطه الأساسي في نوادي جماعة ألمانيا الصغيرة في سويسرا، العديد من المجلات الدورية اللاسلطوية. في كتابه عن الأناركية الذي حمل عنوان الأناركية أو السلطة (بالألمانية: Anarchie oder Autorität)، يصل إلى استنتاج بأنه يمكن الحصول على الحرية فقط من خلال الفوضى.
كان إدغار باور (7 أكتوبر، 1820- 18 أغسطس، 1886) فيلسوفًا سياسيًا ألمانيًا وعضوًا في جماعة الهيجليون الشباب. وفقًا للورنز إس. ستيبليفيتش، فإن إدغار باور كان الأكثر أناركية في جماعة الهيغليين الشباب،...«من الممكن أن نفهم من خلال الكتابات المبكرة لإدغار باور، التبرير النظري للإرهاب السياسي». نسب الأناركيون الألمان مثل ماكس نيتلو وغوستاف لانداور إنشاء التقليد الأناركي في ألمانيا إلى إدغار باور. نشر في عام 1843 كتابًا بعنوان الصراع النقدي بين الكنيسة والدولة. أدى ذلك إلى اتهامه بالتحريض. سُجن مدة أربع سنوات في حصن ماغديبيرغ. بينما كان في السجن، نشر ماركس وأنغليز، زملاؤه السابقون، نقدًا لاذعًا له ولأخيه برونو بعنوان العائلة المقدسة (1844). واستأنفا الهجوم في كتاب الآيديولوجية الألمانية (1846)، الذي لم يُنشر في ذلك الوقت.

### ماكس شترينر
يوهان كاسبر شميدت (25 أكتوبر، 1806- 26 يونيو، 1856)، المعروف باسم ماكس شترينر (الاسم المستعار الذي اتخذه نتيجة لقب حصل عليه في ساحة المدرسة عندما كان طفلًا بسبب حواجبه المرتفعة، بالألمانية يعني «Stirn»)، كان فيلسوفًا ألمانيًا يعتبر واحدًا من الآباء الأدبيين للعدمية، والوجودية وما بعد الحداثة، والأناركية، وخاصة الأناركية الفردانية. عمل شترينر الرئيسي هو الأنا وذاتها (بالألمانية: Der Einzige und sein Eigentum، والتي تترجم حرفيًا إلى الوحيد وما يملكه). نُشر هذا العمل بدايةً في عام 1844 في لايبزغ، وظهر منذ حينها على شكل عدة طبعات وترجمات. تسمى فلسفة شترينر عادةً ب «الأنانية». يقول بأن الأناني يرفض السعي إلى الإخلاص «لفكرة عظيمة، أو قضية جيدة، أو معتقد، أو نظام، أو نداءٍ سامٍ» موضحًا أن الأناني ليس لديه نداء سياسي لكنه يفضل «أن يعيش خارجًا» بغض النظر عن «كيف ستنجح أو تخفق البشرية بهذه الطريقة». كان شترينر يعتقد أن القيد الوحيد على حقوق الفرد هو قدرته على الحصول على ما يريد. يقترح أن معظم المؤسسات الاجتماعية الأكثر قبولًا- بما في ذلك مفهوم الدولة، وحق الملكية، والحقوق الطبيعية عمومًا، ومفهوم المجتمع- كانت مجرد أشباح/أوهام في العقل. أراد شترينر «ليس فقط أن يلغي الدولة بل المجتمع أيضًا باعتباره مؤسسة مسؤولة عن أفرادها».
كانت فكرة ماكس شترينر عن اتحاد الأنانيين (بالألمانية: Verein von Egoisten) مشروحة في عمله الأنا وذاتها. يُفهم الاتحاد على أنه جمعية غير ممنهجة اقترحها شترينر لتمييزها عن الدولة. يُفهم الاتحاد بأنه علاقة بين الأنانيين تتجدد بشكل مستمر من خلال دعم جميع الأطراف عبر الانتخاب. يتطلب الاتحاد أن تشارك جميع الأطراف بدافع الأنانية الواعية. إذا وجد طرف واحد نفسه يعاني بشكل صامت لكنه يتحمل ويحافظ على المظهر، يتحول الاتحاد إلى شيء آخر. لا يعتبر الاتحاد سلطة متفوقة على إرادة الشخص. حظيت هذه الفكرة بكثير من التفسيرات فيما يخص السياسة والاقتصاد والحب/الجنس.
ادعى شترينر أن معنى الملكية الناتج يمكن أن يكون «أيًا يكن من يعرف كيف يأخذ الشيء أو يدافع عنه، فهو ملك له». «ما لدي سلطة عليه هو ملكي. طالما أنني أؤكد أنني المالك للشي، فأنا مالكه». «لا أتراجع باستحياء عن ملكيتك، لكنني أعتبرها دائمًا ملكيتي، وبالتالي أنا لا احترم شيئًا. تفضل وافعل ما تريده مع ما تدعوه ملكيتي!». لا يرفض مفهومه «للملكية الأنانية» فقط الروادع الأخلاقية على كيفية امتلاك الأشياء واستخدامها، ولكنه يشمل في ذلك الأشخاص الآخرين أيضًا».
على الرغم من أن فلسفة شترينر فردانية، فقد أثرت ببعض الشيوعيين الليبرتاريين والشيوعيين الأناركيين. تناقش الجماعة الموقفية الأممية التي تدعى «لأجلنا: مجلس الإدارة الذاتية العام» شترينر وتتحدث عن «الأنانية الشيوعية»، التي قيل إنها «مركّبة من الفردانية والجماعية»، وتقول إن «الجشع بكل ما يحمله من معنى هو الأساس الممكن الوحيد للمجتمع الشيوعي». تأثرت عدة أشكال للشيوعية الليبرتارية مثل الأناركية التمردية بشترينر. تأثرت إيما غولدمان الشيوعية الأناركية بكل من شترينر وبيتر كروبوتكين ومزجت بين فلسفتهما معًا.